# Catalina Sandino Moreno
Catalina Sandino Moreno (født 19. april 1981 i Bogotá, Colombia) er en colombiansk skuespiller.
Hun var Oscarnomineret for bedste kvindelige hovedrolle i 2004 for sin rolle som María Álvarez i filmen Maria Full of Grace.